# جوانا هوغ
جوانا هوغ (بالإنجليزية: Joanna Hogg)‏ هي كاتبة سيناريو ومخرجة بريطانية، ولدت في 20 مارس 1960 في لندن في المملكة المتحدة.

## وصلات خارجية
- جوانا هوغ على موقع IMDb (الإنجليزية)
- جوانا هوغ على موقع ألو سيني (الفرنسية)
- جوانا هوغ على موقع أول موفي (الإنجليزية)
- جوانا هوغ على موقع قاعدة بيانات الفيلم (الإنجليزية)
- جوانا هوغ على موقع كينوبويسك (الروسية)